# Splish Splash
"Splish Splash" é uma canção de novelty e rock and roll interpretada e co-escrita por Bobby Darin em 1958. Foi escrita com o DJ Murray the K (Murray Kaufman) que apostou que Darin não conseguiria escrever uma canção que começasse com as palavras "splish splash, I was takin' a bath" (splish splash, eu estava tomando um banho), uma sugestão da mãe de Murray, Jean Kaufman. A canção foi creditada a Darin e "Jean Murray" (uma combinação dos nomes da mãe e do filho) para evitar qualquer sinal de jabá. Foi o primeiro sucesso de Darin e a canção ajudou a dar-lhe um grande impulso em sua carreira, chegando ao terceiro lugar na tabela da Billboard Hot 100 e em segundo na tabela R&B Best Sellers. "Splish Splash" foi a única entrada de Darin no gráfico C&W Best Sellers in Stores, onde atingiu o pico na posição catorze. Numa entrevista de 1967, Darin disse que por estar tão feliz pelo primeiro sucesso seu problema de pele sumiu.

## Produção
"Splish Splash" foi gravado em uma sessão nos estúdios Atlantic de Nova York na noite de 10 de abril de 1958. O pessoal da gravação original incluía Jesse Powell no sax tenor, Al Caiola, Billy Mure na guitarra, Wendell Marshall no baixo, e Panama Francis na bateria.
A letra menciona vários personagens de outras canções do período, incluindo "Lollipop", "Peggy Sue", e "Good Golly Miss Molly".
Entretanto, em uma entrevista, o ex-companheiro de classe Jerrold Atlas alegou que a "Miss Molly" se referia à Molly Epstein, ex-professora de inglês de Darin na Bronx High School of Science. "Ela o ensinou a usar a língua em notas de staccato: palavras rápidas, curtas... Ela gostava muito de Bobby. Bobby me disse que ela aguçou seu respeito pela língua".

## Outras versões
O comediante britânico Charlie Drake chegou no top 10 com uma versão comédia da canção em 1958, produzida pelo futuro produtor dos Beatles, George Martin, no selo Parlophone. A canção foi refeita em 1979 por Barbra Streisand para seu álbum Wet. Ela apresenta nova letra de Streisand com backing vocals da banda Toto, do vocalista Bobby Kimball e o tecladista da banda Chicago, Bill Champlin.
Uma versão em português da canção foi gravada em 1963 por Roberto Carlos em seu álbum Splish Splash.
Em 1965, o grupo Quebecois César et les Romains transmitiu uma capa francesa da canção na televisão, através da rede Télé-Métropole.
Em 1976,  Barry Williams, Maureen McCormick, Donny Osmond e Marie Osmond interpretaram a canção em The Brady Bunch Hour.
O mergulhador do céu André Tayir interpreta esta canção no "Kidsongs". Vídeo da Kids de 1990: "Ride the Roller Coaster".
Em 1990, Joanie Bartels cobriu a canção, lançando-a como single do álbum Bathtime Magic, do álbum de compilação The Stars of Discovery Music e do vídeo de 1994 The Rainy Day Adventure.
Kevin Spacey interpreta a canção na biografia de Bobby Darin Beyond the Sea (2004).
Nas versões em inglês e alemão de Animals United (2010), Billy the Meerkat canta esta canção enquanto toma banho, mas é cortada por Toto the Chimpanzee.

## Versão de Roberto Carlos
"Splish Splash" é uma canção escrita por Erasmo Carlos e gravada originalmente por Roberto Carlos, para seu álbum de mesmo nome em 1963. A letra da música é uma versão em comedy rock da canção do norte-americano Bobby Darin. A canção marca a estreia total do cantor no gênero rock n' roll, se distanciando de gêneros como a bossa nova e o bolero, mais presente em seu primeiro álbum.